# Selecció de futbol de França
La Selecció de futbol de França és dirigida per la Fédération Française de Football (Federació Francesa de Futbol), pertanyent a la UEFA.
La selecció francesa és un dels combinats nacionals més importants a nivell mundial. Va guanyar la Copa del Món de França 1998, gràcies a la generació daurada liderada per Zinédine Zidane. Aquest mateix conjunt va guanyar també l'Eurocopa 2000 i les Copes Confederacions de 2001 i 2003.
Una altra gran generació, encapçalada per Michel Platini, va obtenir importants resultats com el títol de l'Eurocopa 1984, el quart lloc en la Copa del Món d'Espanya 1982, el tercer lloc a Mèxic 1986 i la medalla d'Or als Jocs Olímpics Los Angeles 1984.
No obstant això, un punt negre en la història del futbol francès va ser la defensa del títol a la Copa del Món de Corea i Japó 2002, on van obtenir el pitjor resultat en la història d'un campió vigent, quedant en 28è lloc.
A Alemanya 2006 van aconseguir arribar a la final que van perdre davant Itàlia.
França i l'Argentina són les úniques seleccions del món que han guanyat Copa del Món, Jocs Olímpics, Copa Confederacions, i la copa de la seva confederació respectiva (Eurocopa de Futbol en el cas de França i Copa Amèrica en el cas de l'Argentina).

## Història

### Començaments

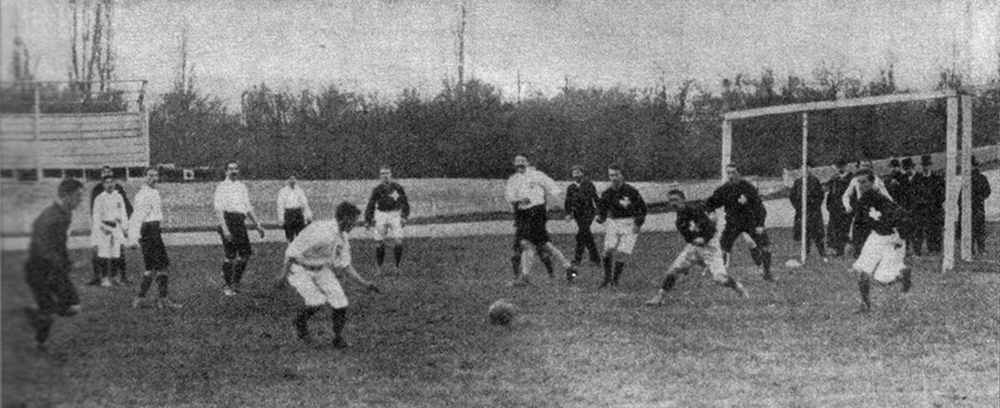
Partit amistós entre França i Suïssa el 1905.

L'1 de maig de 1904 la selecció francesa va jugar el seu primer partit internacional enfrontant-se a Bèlgica a Brussel·les. El partit va finalitzar 3:3 i Louis Mesnier va anotar el primer gol de l'equip francès. El 12 de febrer de 1905 va aconseguir el seu primer triomf en vèncer a Suïssa per 1:0 amb gol de Gaston Cyprès.
Al juliol de 1908 la USFSA (Union des Sociétés Françaises des Sports Athlétiques), organisme rector del futbol francès fins llavors, va abandonar la FIFA però encara era reconeguda pel Comitè Olímpic Internacional. A l'octubre d'aquest any va participar del primer torneig internacional oficial de futbol en els Jocs Olímpics de Londres presentant dos equips. El 19 d'octubre per la primera ronda Dinamarca va eliminar a França B després de vèncer per 9:0. Per aquesta mateixa ronda França A va haver d'enfrontar a Bohèmia però aquesta no va participar del torneig obtenint la passada a semifinals on va ser derrotada 17:1 per la selecció danesa.

### Període d'entreguerres i els primers Mundials (1920 - 1938)

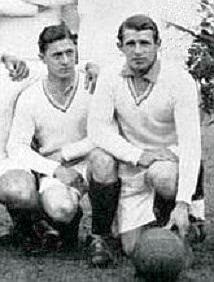
Lucien Laurent i Marcel Langiller en la Copa del Món de Futbol de 1930.

En els Jocs Olímpics d'Anvers 1920, després de vèncer 3-1 a Itàlia en la ronda prèvia, va arribar a les semifinals del torneig on va ser eliminada per Txecoslovàquia en perdre per 4-1 a Anvers. La següent edició dels Jocs Olímpics es va realitzar en territori francès. El quadre local va començar la seva participació en el torneig de París 1924 en segona ronda derrotant a Letònia el 27 de maig per 7-0. L'1 de juny es van enfrontar en semifinals a Uruguai perdent davant el debutant quadre sud-americà per 5-1. En els Jocs Olímpics d'Amsterdam 1928 va ser eliminada en primera ronda per Itàlia després de caure 4-3 a Amsterdam el 29 de maig.
El 26 de maig de 1928, en un Congrés realitzat a Amsterdam, la FIFA va aprovar la creació d'un nou torneig que seria organitzat el 1930. El 18 de maig de 1929 el congrés de Barcelona va decidir que Uruguai seria la primera seu de la Copa del Món de Futbol. Només quatre seleccions europees van assistir al torneig: Bèlgica, França, Romania i Iugoslàvia. En el partit inaugural del campionat França va derrotar per 4-1 a Mèxic. En aquest partit, realitzat el 13 de juliol a l'Estadi Pocitos, es va anotar el primer gol en la història dels mundials convertit pel francès Lucien Laurent al minut 19 de joc. En els següents partits va perdre 1-0 davant Argentina i 1-0 davant Xile finalitzant en el tercer lloc del grup 1.
En la següent Copa del Món, Itàlia 1934, va caure en primera fase per 3-2 amb Àustria en temps suplementari el 27 de maig a Torí. En el Mundial de 1938, on va ser amfitriona, va començar la seva participació derrotant en primera ronda a Bèlgica per 3-1. Però en quarts de final va ser eliminada després de perdre pel mateix marcador davant el campió vigent, Itàlia.

### Fontaine i la Generació dels anys 1950 (1939 - 1960)
Després de la Segona Guerra Mundial, França va participar dels Jocs Olímpics de Londres 1948 on va vèncer per 2-1 a l'Índia en primera fase i va ser eliminada en quarts de final per la selecció de Gran Bretanya i Irlanda del Nord en la pròrroga. El 1949 no va superar la fase de classificació al Mundial de 1950 sent eliminat en el grup 3 per Iugoslàvia. Després d'empatar 1-1 tant en l'anada com en la tornada va definir la classificació en un tercer partit jugat a Florència, Itàlia, que va acabar per 3-2 a favor de l'equip iugoslau en temps suplementari.
El 1952 va prendre part dels Jocs Olímpics de Hèlsinki on va ser eliminat per Polònia en primera ronda. En el Mundial de Suïssa 1954 va ser eliminat en primera ronda en el grup 1 amb una derrota en el primer partit per 1-0 davant Iugoslàvia i una victòria en el següent per 3-2 davant Mèxic situant-se en el tercer lloc del grup.
En el Mundial de Suècia 1958 va tenir una gran actuació amb el seu trio atacant format per Raymond Kopa, Just Fontaine i Roger Piantoni. Va superar la primera fase en el primer lloc del seu grup i va eliminar a Irlanda del Nord en quarts de final per 4-0. El 24 de juny va ser eliminat en semifinals pel Brasil per 5-2 a l'Estadi Rasunda a Solna. En el partit pel tercer lloc, amb quatre gols de Just Fontaine, va vèncer a Alemanya per 6-3 a Gotemburg. Fontaine va anotar tretze gols en aquest torneig, rècord d'anotacions en un sol mundial que es manté fins a l'actualitat.
Dos anys més tard, en la primera edició de l'Eurocopa el 1960, França va ser quarta en condició de local, després de perdre en semifinals amb la URSS i en el partit pel tercer lloc contra Txecoslovàquia.

### Etapa de declivi (1961 - 1976)
Afeblida per les lesions de Kopa, Fontaine i Piantoni, França no es va classificar al Mundial de 1962 després de perdre en el desempat davant Bulgària pel grup 2 de la eliminatòria mundialista. Aquest partit es va jugar el 16 de desembre de 1961 a Milà i va acabar amb el marcador d'1-0 a favor del quadre búlgar. Tampoc es va classificar a la fase final de l'Eurocopa 1964 després de ser eliminada per Hongria.
A Anglaterra 1966 va ser eliminada en primera fase després de finalitzar última del grup 1 amb solament un punt. Dos anys després no es va qualificar a la fase final de l'Eurocopa 1968 eliminada per Iugoslàvia. Mentre que aquest mateix any la selecció olímpica va arribar fins als vuitens de final dels Jocs Olímpics de Mèxic 1968 perdent en aquesta fase amb el Japó.
En les eliminatòries per a Mèxic 1970 la selecció francesa va finalitzar en el segon lloc del grup 5 per la qual cosa no es va classificar al mundial mexicà. Tampoc va aconseguir classificar-se a l'Eurocopa 1972, al Mundial d'Alemanya 1974 i a l'Eurocopa 1976. Mentre que la selecció olímpica va participar dels Jocs Olímpics de Mont-real 1976 on va aconseguir els quarts de final.

### L'era Platini (1977 - 1986)

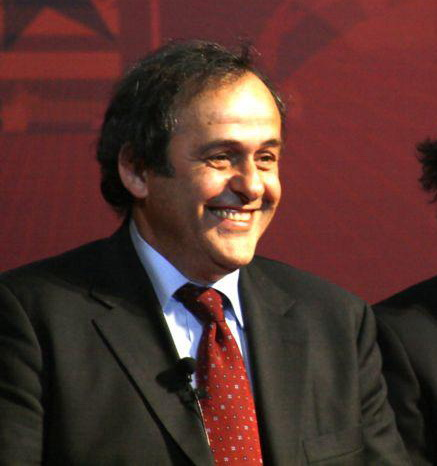
Michel Platini.

A Argentina 1978 la selecció nacional de futbol de França va retornar a una Copa Mundial però es va quedar en la primera ronda superada en el seu grup per Itàlia i Argentina. En aquest mundial França solament va poder derrotar per 3-1 a Hongria. En aquest partit va haver d'utilitzar l'uniforme d'un club local, el Kimberley de Mar del Plata, al no disposar a l'hora del partit amb un joc de samarretes suplents per distingir-se de l'equip rival.
En el mundial següent, Espanya 1982, l'equip liderat pel capità Michel Platini i amb figures com Patrick Battiston, Jean Tigana i Alain Giresse, va superar la primera fase en segon lloc del grup 4 darrere d'Anglaterra. En la següent ronda va derrotar per 1-0 a Àustria i per 4-1 a Irlanda del Nord per guanyar el seu grup i passar a semifinals. En aquesta fase es van enfrontar el 8 de juliol a Alemanya a l'Estadi Ramón Sánchez Pizjuán de Sevilla. El partit va finalitzar 1-1 en els 90 minuts havent de jugar-se la pròrroga. En el primer temps suplementari França es va posar en avantatge per 3-1, amb gols de Marius Tresor i Alain Giresse, però l'equip alemany va igualar el marcador pel que es va definir el partit per penals que Alemanya guanyaria per 5-4 classificant-se a la final del torneig. L'endemà passat França va perdre per 3-2 davant Polònia en el partit pel tercer lloc.
Aquesta mateixa base de jugadors, dirigida per Michel Hidalgo, va obtenir el títol de campió europeu en condició de local durant l'Eurocopa 1984. La final, jugada en el Parc dels Prínceps de París, va afavorir a França per 2-0 sobre Espanya. Aquest mateix any l'equip olímpic va guanyar la medalla d'or a Los Angeles 1984 vencent en la final al Brasil per 2-0 a l'Estadi Rose Bowl.
El retorn a la Copa del Món de Futbol a Mèxic 1986, va comptar amb França com un dels candidats al títol. Jean-Pierre Papin i Luis Fernández es van unir al planter dels tornejos anteriors. Després d'avançar a vuitens de final com a segons del Grup C, darrere de la Unió Soviètica, França va eliminar a Itàlia, campiona vigent. En quarts de final es van enfrontar al Brasil, que comptava en la seva nòmina amb figures com Sócrates, Zico i Careca. El partit va acabar 1-1, a causa de la mala fortuna dels brasilers els qui van fallar un tir de penal per mitjà de Zico, per això el marcador no es va modificar en el temps reglamentari i continuant així també en la pròrroga, per la qual cosa es va definir el classificat per penals on va vèncer França per 4-3. En semifinals Alemanya una vegada va eliminar el quadre francès després de vèncer-los per 2-0. En el partit pel tercer lloc va obtenir una victòria per 4-2 en la pròrroga davant Bèlgica.

### Anys de dificultats (1987 - 1994)
França no va poder defensar el seu títol europeu al no classificar-se a l'Eurocopa 1988 després d'acabar en el tercer lloc del grup 3 de l'eliminatòria darrere de la Unió Soviètica i d'Alemanya Democràtica. Tampoc es va classificar al Mundial d'Itàlia 1990 després de finalitzar en el tercer lloc del grup 5 de les eliminatòries europees. Es va classificar a l'Eurocopa 1992 en primer lloc del seu grup eliminatori. En aquesta Eurocopa, jugada a Suècia, va ser eliminada en primera ronda amb dos punts després d'empatar davant Suècia i Anglaterra i sofrir una derrota en la final davant Dinamarca.
En les eliminatòries de la UEFA al Mundial 1994 es trobava primera del seu grup mancant dues dates i només necessitava un punt en un dels dos partits finals (tots dos com a local) per classificar-se al mundial. En la penúltima data va perdre per 3-2 contra Israel després d'anar guanyant per 2-1 fins al minut 83. Mentre que en el partit final amb Bulgària va perdre pel mateix marcador amb un gol en el minut 90' d'Emil Kostadinov quedant fora del Mundial dels Estats Units 1994.

### L'època daurada amb Zidane (1995 - 2006)

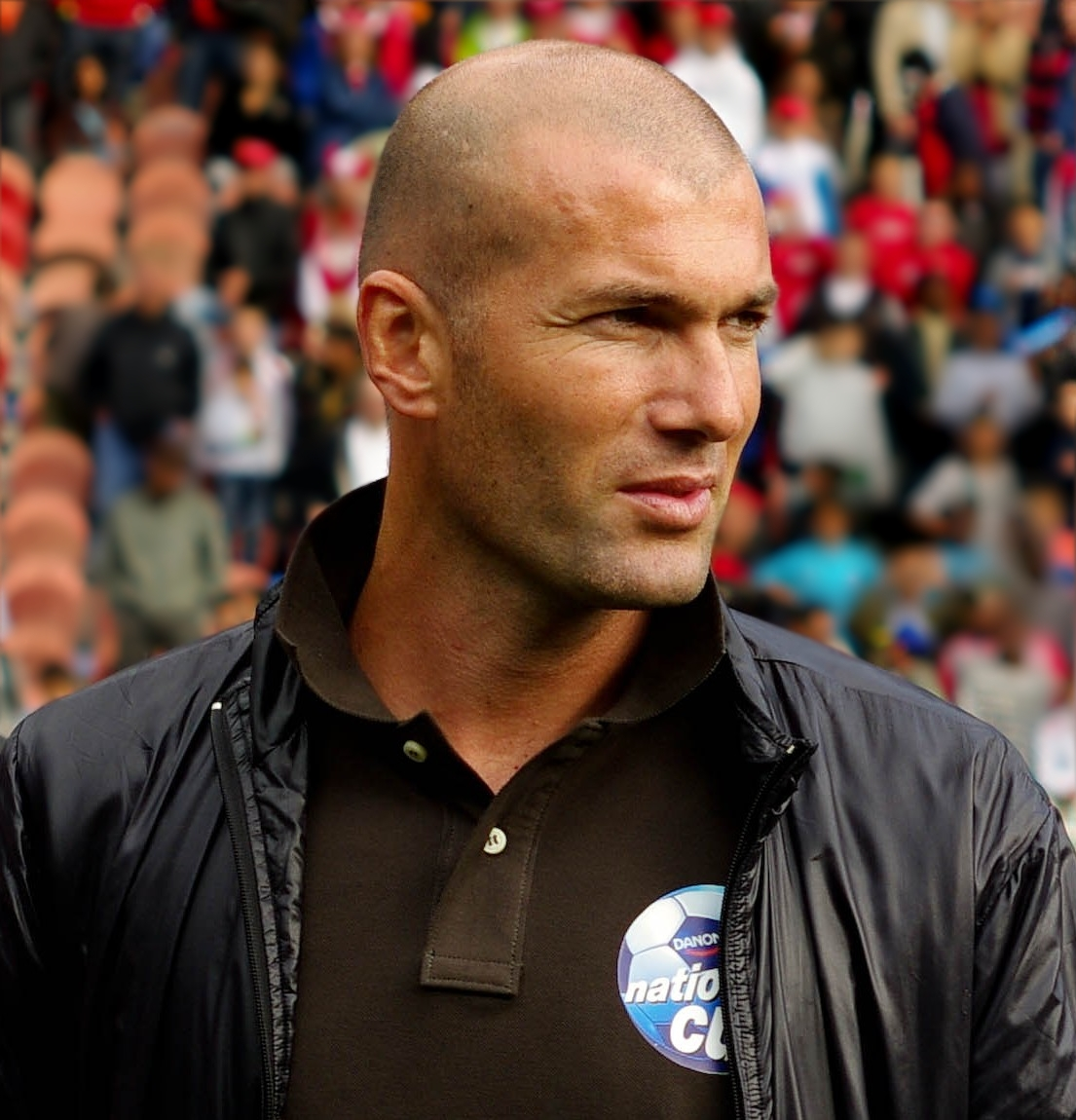
Zinédine Zidane

A Anglaterra 1996, després de finalitzar en primer lloc del seu grup en primera ronda, va eliminar en quarts de final als Països Baixos en guanyar per 5-4 en definició per penals. Però en semifinals, després d'igualar sense gols, va perdre per penals 6-5 davant la República Txeca.

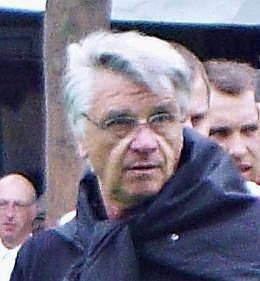
Aimé Jacquet.

 França, entrenada per Aimé Jacquet, va ser l'amfitriona de la Copa Mundial de Futbol de 1998. En aquest esdeveniment va superar la primera fase guanyant els seus tres partits i per vuitens de final va derrotar en la pròrroga per 1-0 a Paraguai amb un gol d'or anotat per Laurent Blanc al minut 113. En quarts va eliminar a Itàlia en definició per penals i en la semifinal va derrotar per 2-1 a Croàcia amb gols de Lilian Thuram. En la final l'equip francès liderat per Zinédine Zidane i integrat, entre uns altres, per Fabien Barthez, Robert Pirès, Thierry Henry, Laurent Blanc i el capità Didier Deschamps, va guanyar el primer títol mundial per a França el 12 de juliol de 1998 a l'Stade de France, després de golejar per 3-0 al Brasil amb dos gols de Zidane i un d'Emmanuel Petit.
La majoria de jugadors van continuar amb la selecció 'Gal·la' a l'Eurocopa 2000, realitzada en els Països Baixos i Bèlgica, sota la direcció tècnica de Roger Lemerre. En la fase de grups van finalitzar en segon lloc darrere de la selecció neerlandesa. En quarts de final van eliminar a Espanya per 2-1 i en semifinals van derrotar a Portugal per 2-1 amb un gol d'or anotat per Zinédine Zidane de penal al minut 117. En la final, realitzada el 2 de juliol a l'Stadion Feijenoord de Rotterdam, van vèncer per 2-1 a Itàlia amb un gol d'or de David Trezeguet en el minut 103. A l'any següent, malgrat l'absència de Fabien Barthez i Zinédine Zidane, va aconseguir el títol de la Copa Confederacions 2001 derrotant en la final per 1-0 al Japó amb gol de Patrick Vieira.
En la Copa del Món de Futbol de 2002, van obtenir el pitjor resultat en la història d'un campió vigent en una Copa del Món, aconseguint el 28è lloc, quedant eliminats en primera fase amb tres gols en contra i sense poder marcar un sol gol. El partit inaugural a l'Estadi Mundialista de Seül va ser contra la debutant Selecció de Senegal que va derrotar sorpresivament al campió per 0-1. En el segon partit del Mundial, França va empatar 0-0 amb l'Uruguai, arribant al partit contra Dinamarca amb escasses possibilitats de classificar-se. El resultat davant els danesos va ser derrota per a França per 2-0 que va deixar al quadre francès a l'últim lloc del grup. Després del mundial Lemerre va ser acomiadat i Jacques Santini va prendre el comandament tècnic de la Selecció de França.

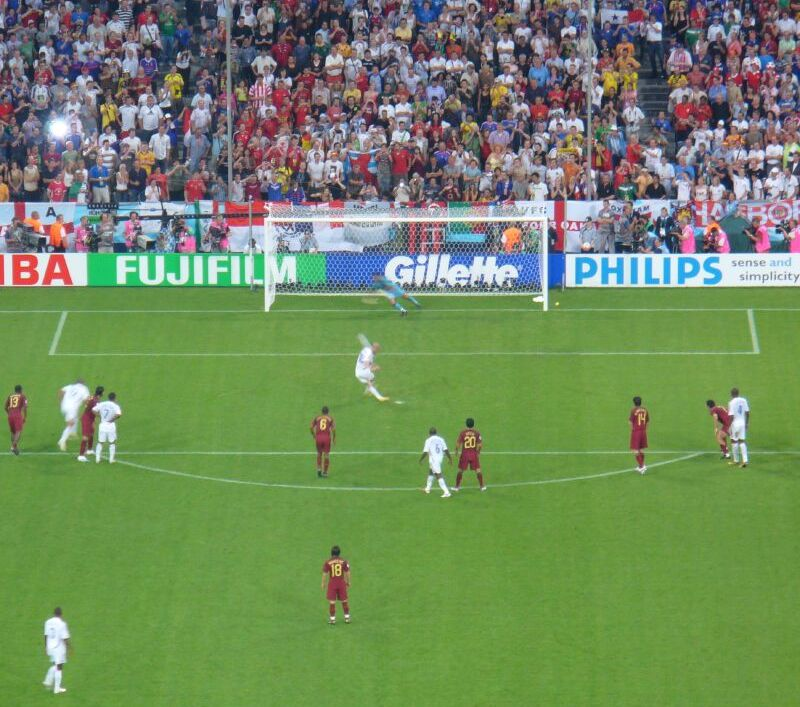
França-Portugal a Alemanya 2006.

Sense Zidane en la nòmina, França es va coronar campiona de la Copa Confederacions 2003, en condició de local, després de derrotar a Colòmbia per 1-0 amb gol de penal d'Henry i després de superar per 2-1 al Japó i acabar golejant per 5-0 a Nova Zelanda, en semifinals es va sobreposar per 3-2 davant Turquia i finalment va derrotar en la final al Camerun per 1-0 amb gol d'or de Thierry Henry. En l'Eurocopa 2004, França va collir bons resultats en la primera fase, quedant primer del Grup B, després de superar a Anglaterra per un punt, gràcies a l'agònica victòria per 2-1 en el primer partit de tots dos en el torneig realitzat a Portugal. No obstant això, la Selecció de Grècia, que fet i fet va ser campiona, va eliminar a França en quarts de final per 1-0 amb gol d'Angelos Charisteas.
França de nou va canviar de tècnic per les eliminatòries europees a Alemanya 2006. Jacques Santini va ser reemplaçat per Raymond Domenech, qui amb una mescla de jugadors joves, experimentats i al comandament de Zinédine Zidane com a capità va portar a França a classificar-se al Mundial.
A Alemanya 2006, França va començar amb dos empats: sense gols contra Suïssa i 1-1 davant Corea del Sud. En el tercer partit, a la mitja part empataven 0-0 amb la debutant Togo, amb el que quedaven eliminats. No obstant això, en el segon temps van marcar dos gols i es van classificar a vuitens de final, on van vèncer per 3-1 a Espanya. En quarts de final, França va superar al Brasil per 1-0 amb gol de Thierry Henry i en la semifinal va fer el mateix enfront de Portugal pel mateix marcador. En la final, jugada a l'Estadi Olímpic de Berlín, França es va enfrontar a Itàlia. Zinédine Zidane va avançar al seu equip de penal i Marco Materazzi de cap va empatar per al quadre italià. França va perdre la final en la definició per penals, quedant-se amb el subcampionat. Aquell joc és recordat per l'agressió de Zinédine Zidane a Marco Materazzi durant la pròrroga.

### Etapa post-Zidane i la crisi a Sud-àfrica (2007 - 2012)

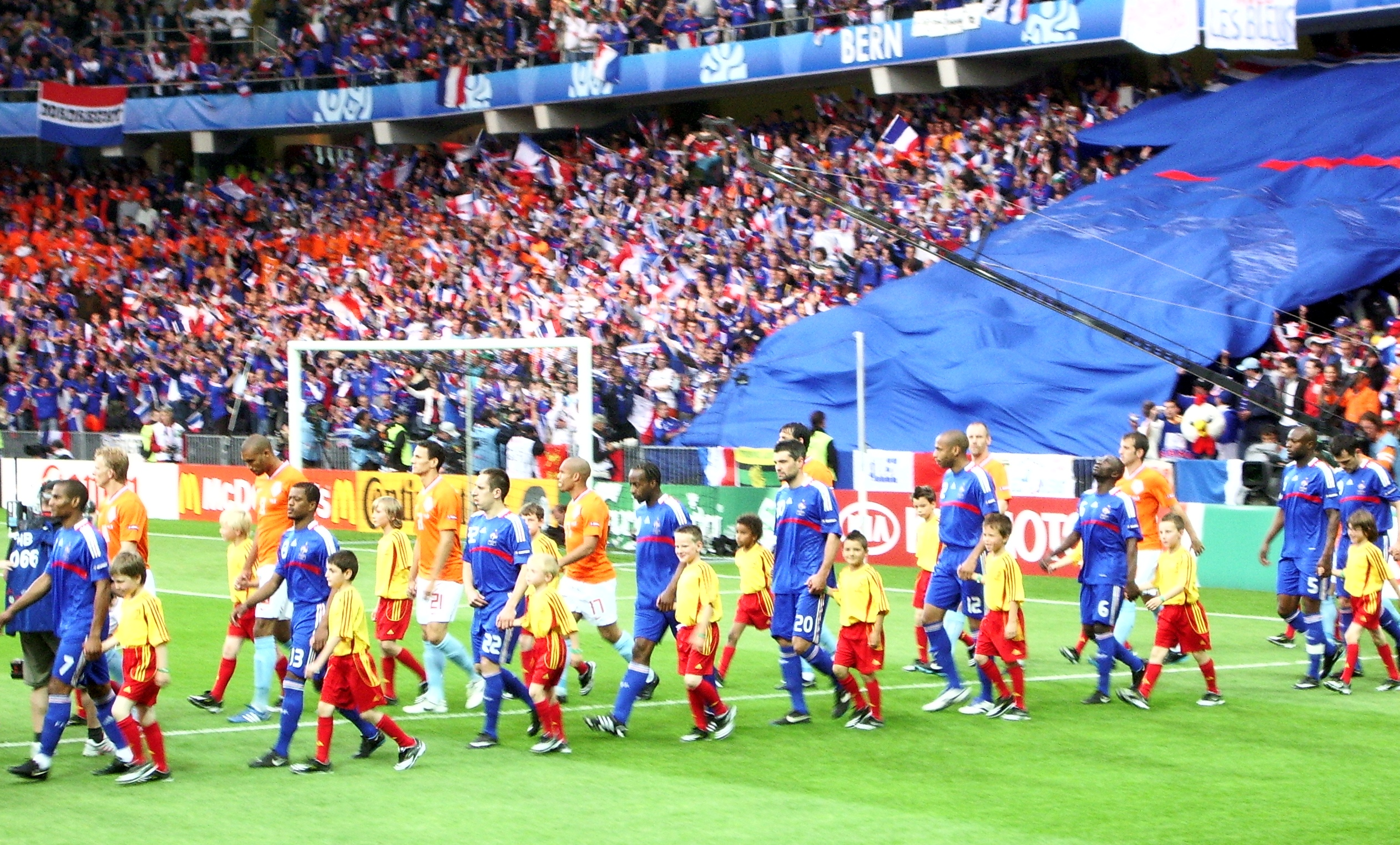
Jugadors de França i Països Baixos a l'Eurocopa 2008.

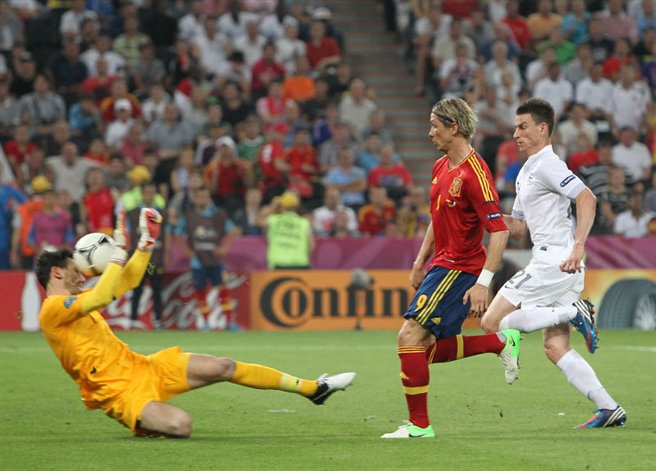
França contra Espanya a l'Eurocopa 2012.

Després del retir de Zidane, encara sota la direcció tècnica de Domenech, França va competir a l'Eurocopa 2008, a la qual va accedir després de classificar-se segona del Grup B darrere d'Itàlia i amb prou feines amb dos punts d'avantatge sobre Escòcia. En el torneig final, realitzat a Àustria i Suïssa, França va ser última del Grup C amb només un punt, obtingut en l'empat inicial 0-0 amb Romania, ja que en els següents dos partits del grup va perdre amb els Països Baixos per 1-4 i Itàlia per 0-2.
Malgrat el fracàs a l'Eurocopa 2008, on França era candidata, Raymond Domenech va ser ratificat com a entrenador fins a 2010. En el procés classificatori per a Sud-àfrica 2010 va finalitzar en segon lloc del grup 7 a un punt de Sèrbia. El triomf definitiu va ser en la repesca contra Irlanda amb una polèmica passada de gol de Thierry Henry amb la mà, per guanyar la sèrie per 2-1.
França va debutar a Sud-àfrica 2010 tenint un mal paper, ja que en els tres partits va rebre quatre gols en contra i solament va anotar un gol a favor, obtenint solament un empat sense gols enfront de l'Uruguai. En el seu segon partit perd per 2-0 davant Mèxic i el treball de Domenech va ser qüestionat i més encara després de separar a l'atacant Nicolas Anelka del grup per suposats insults del jugador, el que originaria la molèstia dels jugadors de l'equip i també una baralla entre el capità Patrice Evra i el preparador físic. França tancaria la seva participació perdent per 2-1 davant Sud-àfrica, on Florent Malouda seria l'únic jugador francès a anotar en el torneig.
Després del Mundial de Sud-àfrica es va fer oficial la contractació de Laurent Blanc, extècnic del FC Girondins de Bordeus, per 2 anys, amb el primer objectiu de classificar al combinat nacional a l'Eurocopa 2012. No obstant això debutaria amb dues derrotes, una enfront de Noruega per 2-1 en un amistós jugat a Oslo i una altra en la classificació en la qual debutaria amb una sorprenent derrota a casa per 0-1 enfront de Belarús però així i tot va poder guanyar el seu grup D de la classificació en la seva última data amb un empat 1-1 com a local davant Bòsnia i Hercegovina. El dia 11 de juny de 2012 inicia la seva participació en l'Eurocopa 2012 empatant 1-1 amb Anglaterra, quatre dies després aconsegueix la seva primera victòria en la copa en vèncer per 2-0 a Ucraïna, amb gols de Ménez i Cabaye. França va acabar la fase de grups caient per 0-2 davant el conjunt de Suècia el qual ja es trobava eliminat de la copa. Va perdre novament en el partit següent, aquesta vegada contra Espanya en quarts de final, per dos gols a zero anotats per Xabi Alonso, quedant així eliminat del torneig.

### L'era Deschamps (2012-Act.)

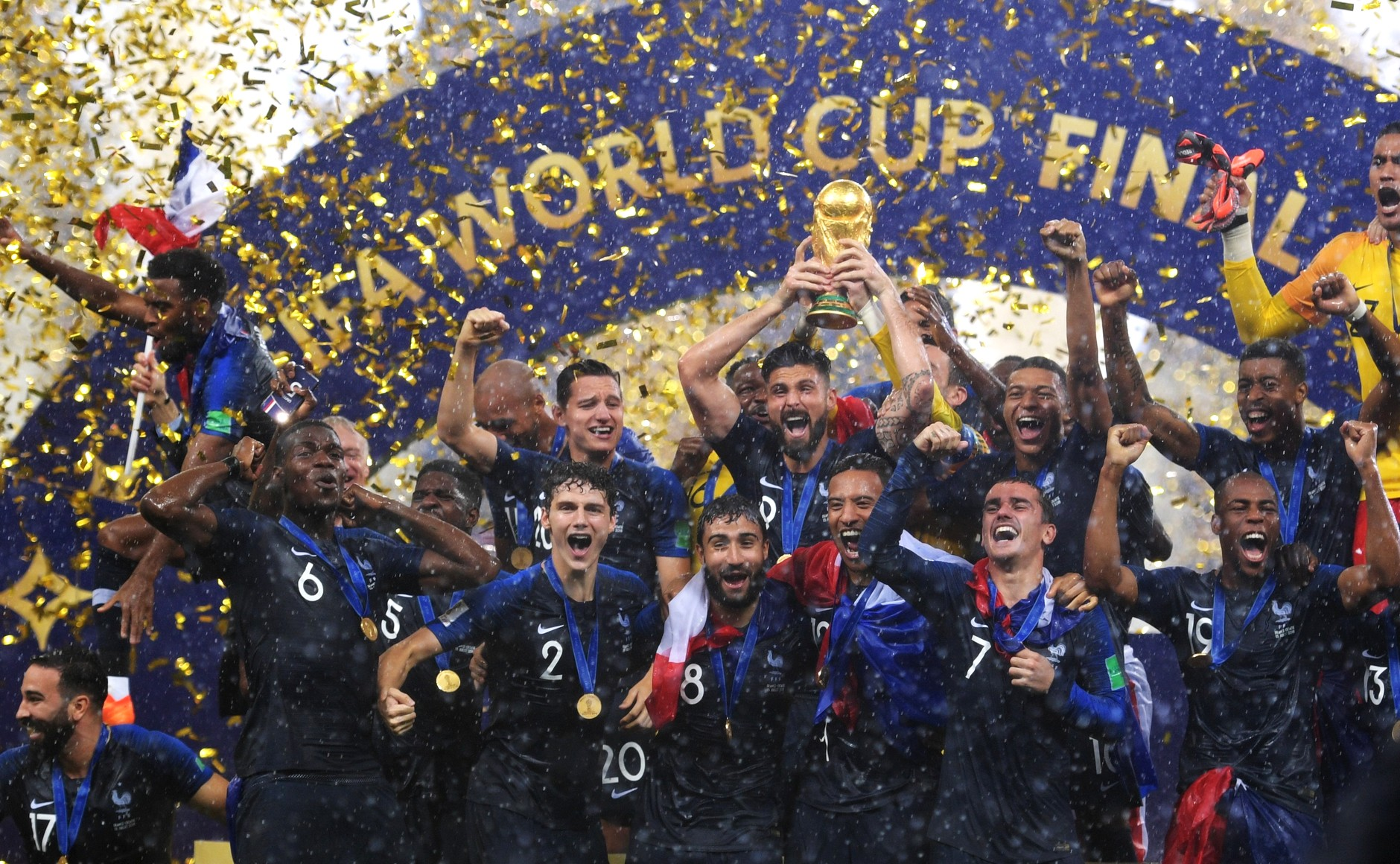
França es va consagrar campió del món per segona vegada en el Mundial de Rússia 2018.

El dia diumenge 8 de juliol de 2012 va ser confirmat Didier Deschamps, ex entrenador de l'Olympique de Marsella, com a nou seleccionador del conjunt gal després de la dimissió de Laurent Blanc, amb el principal repte de classificar-los al Mundial 2014. Enquadrats en l'únic grup a cinc equips (el grup I) de la zona de Classificació de la UEFA rumb al Mundial de 2014 al costat d'Espanya, Geòrgia, Finlàndia i Belarús, els francesos van aconseguir a l'octubre de 2012 un important empat (1-1) davant la Vermella a l'Estadi Vicente Calderón a Madrid. Les esperances suscitades per aquest resultat van baixar molt quan al març de 2013, Espanya es va imposar per 0-1 a l'Stade de France, provocant certa resignació en la premsa gal·la. El 15 d'octubre de 2013, en derrotar a Finlàndia (3-0) en l'última jornada del seu grup de classificació, França es va assegurar una plaça a la zona de repesca, prèvia al Mundial de 2014. Després de perdre el primer partit el 15 de novembre de 2013 a Kíev, davant Ucraïna, per 2-0, França va aconseguir, quatre dies més tard, revertir el marcador per imposar-se per 3-0 a París, remuntada històrica, ja que cap equip havia aconseguit donar-li la volta a un marcador similar en les repesques mundialistes. D'aquesta manera els Bleus es van classificar a la seva catorzena fase final a Brasil 2014.
França va quedar enquadrada en el grup I al costat de les seleccions de Suïssa (cap de sèrie), Equador i Hondures. En el seu primer partit va golejar a Hondures per 3-0, partit que va passar a la història per ser el primer on es va recórrer a la tecnologia de la línia de gol per decidir que el segon gol francès era en realitat un autogol del porter Valladares i no un gol de Karim Benzema. En el seu segon partit, es va desfer amb facilitat de Suïssa a la qual va derrotar per 5-2, quedant pràcticament classificada a vuitens de final. En l'últim partit de la fase de grups, l'empat 0-0 collit davant Equador li va atorgar la classificació a vuitens, com a líder del grup, amb 7 punts. El 30 de juny de 2014, es va enfrontar a Nigèria a Brasília, en partit corresponent als vuitens de final. Els gals es van imposar per 2-0 – gols de Pogba i Yobo (en pròpia porta) – avançant a quarts de final. Després de quedar entre els 8 millors equips del torneig, França es va enfrontar a Alemanya que es va imposar per 1-0 a l'Estadi Maracaná de Rio de Janeiro el 4 de juliol de 2014, eliminant-la de la cita mundialista.
A l'Eurocopa 2016, França estava com a equip favorit per guanyar-la en ser amfitrió, en el seu primer partit, guanyen per 2-1 a la modesta Romania, en el seu segon partit, tornen a guanyar per 2-0 contra la debutant Albània i en el seu últim partit, ja classificats, empaten 0-0 contra Suïssa. En vuitens de final, s'enfronten a Irlanda, a la qual guanyen per 2-1. En quarts de final, derroten per 5-2 a l'equip més fluix del torneig, Islàndia, que venia de guanyar increïblement a Anglaterra. En semifinals, derroten a Alemanya per 2-0 i contra tot pronòstic, en la final contra Portugal que va passar la primera ronda amb empats i va seguir el camí fins a la final amb penals i gols agònics, perden per 1-0 i Portugal aconsegueix guanyar la seva primera copa.
En el Mundial de Rússia 2018 França va quedar enquadrada en el grup C al costat de les seleccions d'Austràlia, Perú i Dinamarca. En el seu primer partit guanyen per 2-1 a Austràlia, en el seu segon partit venç per 1-0 al Perú i en el seu últim partit de fase de grups ja classificats empaten 0-0 amb Dinamarca quedant com a líder del grup amb 7 punts. En Vuitens de final es va enfrontar a la selecció d'Argentina aconseguint guanyar per un marcador de 4-3, ja en Quarts de final es van enfrontar amb l'Uruguai a la qual venç per 2-0 segellant la seva participació en semifinals. En aquesta instància aconsegueixen guanyar per 1-0 a Bèlgica aconseguint classificar-se a la seva tercera final en una copa mundial. En la final jugada a Moscou el seu rival era Croàcia que per primera vegada en la seva història jugava una final mundialista, en aquest partit França va aconseguir guanyar al conjunt croat per 4-2 aconseguint guanyar el seu segon títol de la Copa del Món de Futbol, 20 anys després del primer. A més Kylian Mbappé va ser triat el millor jugador jove del torneig.

## Uniforme

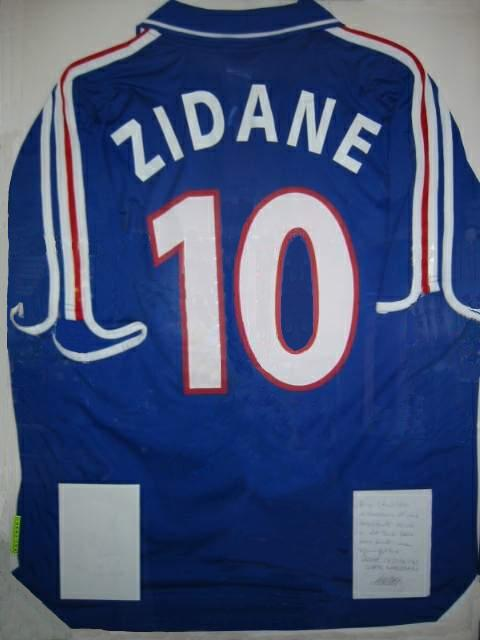
Samarreta blava d'Adidas.

La selecció de França té dos uniformes. El principal és amb samarreta blava, recreant la Bandera de França, per la qual cosa la selecció té el sobrenom de Els Bleus (Els Blaus). El segon uniforme és blanc encara que ha estat utilitzat també el color vermell en la seva samarreta alternativa.
Des de 1972 fins a 2010, els uniformes de França són proveïts per la marca alemanya Adidas. A partir de 2011, l'empresa nord-americana Nike fabrica els uniformes del seleccionat, en un contracte de 42.6 milions d'euros anuals (una summa 4 vegades superior a l'antic contracte) fins a 2018, la qual cosa fa a la Selecció de França la selecció amb l'uniforme millor pagat del món.

### Evolució
| 1904-1909 | (Veure evolució) | 2022- |

## Estadístiques
- Participacions en Copes del Món = 12
- Primera Copa del Món = 1930
- Millor resultat en la Copa del Món = Campió (1998 i 2018)
- Participacions en Eurocopes = 6
- Primera Eurocopa = 1960
- Millor resultat en l'Eurocopa = Campió (1984 i 2000)
- Participacions olímpiques = 11
- Primers Jocs Olímpics = 1908
- Millor resultat olímpic =  Medalla d'or (1984)

- Primer partit

| Bèlgica | 3–3 | França |
| ------- | --- | ------ |
|         |     |        |

 Brussel·les, (Bèlgica)        
- Major victòria

| França | 10–0 | Azerbaidjan |
| ------ | ---- | ----------- |
|        |      |             |

 Auxerre, (França)        
- Major derrota

| Dinamarca | 17–1 | França |
| --------- | ---- | ------ |
|           |      |        |

 Londres, (Anglaterra)        

## Participacions en la Copa del Món
Campions      Finalistes      Tercers      Quarts
Un requadre vermell indica que eren amfitrions del campionat.
| Historial a la Copa del Món | Historial a la Copa del Món | Historial a la Copa del Món | Historial a la Copa del Món | Historial a la Copa del Món | Historial a la Copa del Món | Historial a la Copa del Món | Historial a la Copa del Món | Historial a la Copa del Món |
| Edició                      | Ronda                       | Posició                     | PJ                          | PG                          | PE                          | PP                          | GF                          | GC                          |
| --------------------------- | --------------------------- | --------------------------- | --------------------------- | --------------------------- | --------------------------- | --------------------------- | --------------------------- | --------------------------- |
| 1930                        | Primera fase                | 7s                          | 3                           | 1                           | 0                           | 2                           | 4                           | 3                           |
| 1934                        | Primera fase                | 9s                          | 1                           | 0                           | 0                           | 1                           | 2                           | 3                           |
| 1938                        | Quarts de final             | 6s                          | 2                           | 1                           | 0                           | 1                           | 4                           | 4                           |
| 1950                        | No s'hi classificà          | No s'hi classificà          | No s'hi classificà          | No s'hi classificà          | No s'hi classificà          | No s'hi classificà          | No s'hi classificà          | No s'hi classificà          |
| 1954                        | Primera fase                | 11s                         | 2                           | 1                           | 0                           | 1                           | 3                           | 3                           |
| 1958                        | Tercer lloc                 | 3s                          | 6                           | 4                           | 0                           | 2                           | 23                          | 15                          |
| 1962                        | No s'hi classificà          | No s'hi classificà          | No s'hi classificà          | No s'hi classificà          | No s'hi classificà          | No s'hi classificà          | No s'hi classificà          | No s'hi classificà          |
| 1966                        | Primera fase                | 13s                         | 3                           | 0                           | 1                           | 2                           | 2                           | 5                           |
| 1970                        | No s'hi classificà          | No s'hi classificà          | No s'hi classificà          | No s'hi classificà          | No s'hi classificà          | No s'hi classificà          | No s'hi classificà          | No s'hi classificà          |
| 1974                        | No s'hi classificà          | No s'hi classificà          | No s'hi classificà          | No s'hi classificà          | No s'hi classificà          | No s'hi classificà          | No s'hi classificà          | No s'hi classificà          |
| 1978                        | Primera fase                | 12s                         | 3                           | 1                           | 0                           | 2                           | 5                           | 5                           |
| 1982                        | Quart lloc                  | 4s                          | 7                           | 3                           | 2                           | 2                           | 16                          | 12                          |
| 1986                        | Tercer lloc                 | 3s                          | 7                           | 4                           | 2                           | 1                           | 12                          | 6                           |
| 1990                        | No s'hi classificà          | No s'hi classificà          | No s'hi classificà          | No s'hi classificà          | No s'hi classificà          | No s'hi classificà          | No s'hi classificà          | No s'hi classificà          |
| 1994                        | No s'hi classificà          | No s'hi classificà          | No s'hi classificà          | No s'hi classificà          | No s'hi classificà          | No s'hi classificà          | No s'hi classificà          | No s'hi classificà          |
| 1998                        | Campions                    | 1s                          | 7                           | 6                           | 1                           | 0                           | 15                          | 2                           |
| 2002                        | Primera fase                | 28s                         | 3                           | 0                           | 1                           | 2                           | 0                           | 3                           |
| 2006                        | Finalistes                  | 2s                          | 7                           | 4                           | 3                           | 0                           | 9                           | 3                           |
| 2010                        | Primera fase                | 29s                         | 3                           | 0                           | 1                           | 2                           | 1                           | 4                           |
| 2014                        | Quarts de final             | 7s                          | 5                           | 3                           | 1                           | 1                           | 10                          | 3                           |
| 2018                        | Campions                    | 1s                          | 7                           | 6                           | 1                           | 0                           | 14                          | 6                           |
| 2022                        | Finalistes                  | 2s                          | 7                           | 5                           | 1                           | 1                           | 16                          | 8                           |
| 2026                        | Pendent                     | Pendent                     | Pendent                     | Pendent                     | Pendent                     | Pendent                     | Pendent                     | Pendent                     |
| 2030                        | Pendent                     | Pendent                     | Pendent                     | Pendent                     | Pendent                     | Pendent                     | Pendent                     | Pendent                     |
| 2034                        | Pendent                     | Pendent                     | Pendent                     | Pendent                     | Pendent                     | Pendent                     | Pendent                     | Pendent                     |
| Total                       | 2 Títols                    | 2 Títols                    | 73                          | 39                          | 14                          | 20                          | 136                         | 85                          |

## Participacions en l'Eurocopa
- França 1960 - Semifinals - 4t lloc
- Des de 1964 a 1980 - No es classificà
- França 1984 - Campió
- Alemanya 1988 - No es classificà
- Suècia 1992 - Primera fase
- Anglaterra 1996 - Semifinals
- Bèlgica-Holanda 2000 - Campió
- Portugal 2004 - Quarts de final
- Àustria-Suïssa 2008 - Primera fase
- Polònia-Ucraïna 2012 - Quarts de final
- França 2016 - Final - 2n lloc
- Europa 2020 - Vuitens de final
- Europa 2024 - Semifinals

## Copa Confederacions
- Copa Confederacions 2001 - Campió
- Copa Confederacions 2003 - Campió
- Copa Artemio Franchi de 1985 - Campió

## Jugadors històrics
- Joël Bats
- Laurent Blanc
- Éric Cantona
- Hugo Lloris
- Didier Deschamps
- Just Fontaine
- Alain Giresse
- Thierry Henry
- Raymond Kopa
- Bixente Lizarazu
- Michel Platini
- Walter Drouet
- Zinédine Zidane
- Lucien Laurent
- Jean Pierre Papin
- Marius Trésor
- David Ginola
- Antoine Griezmann
- Franck Ribéry
- Fabien Barthez
- Lilian Thuram
- Karim Benzema
- Patrick Vieira
- Kylian Mbappé